# مورد

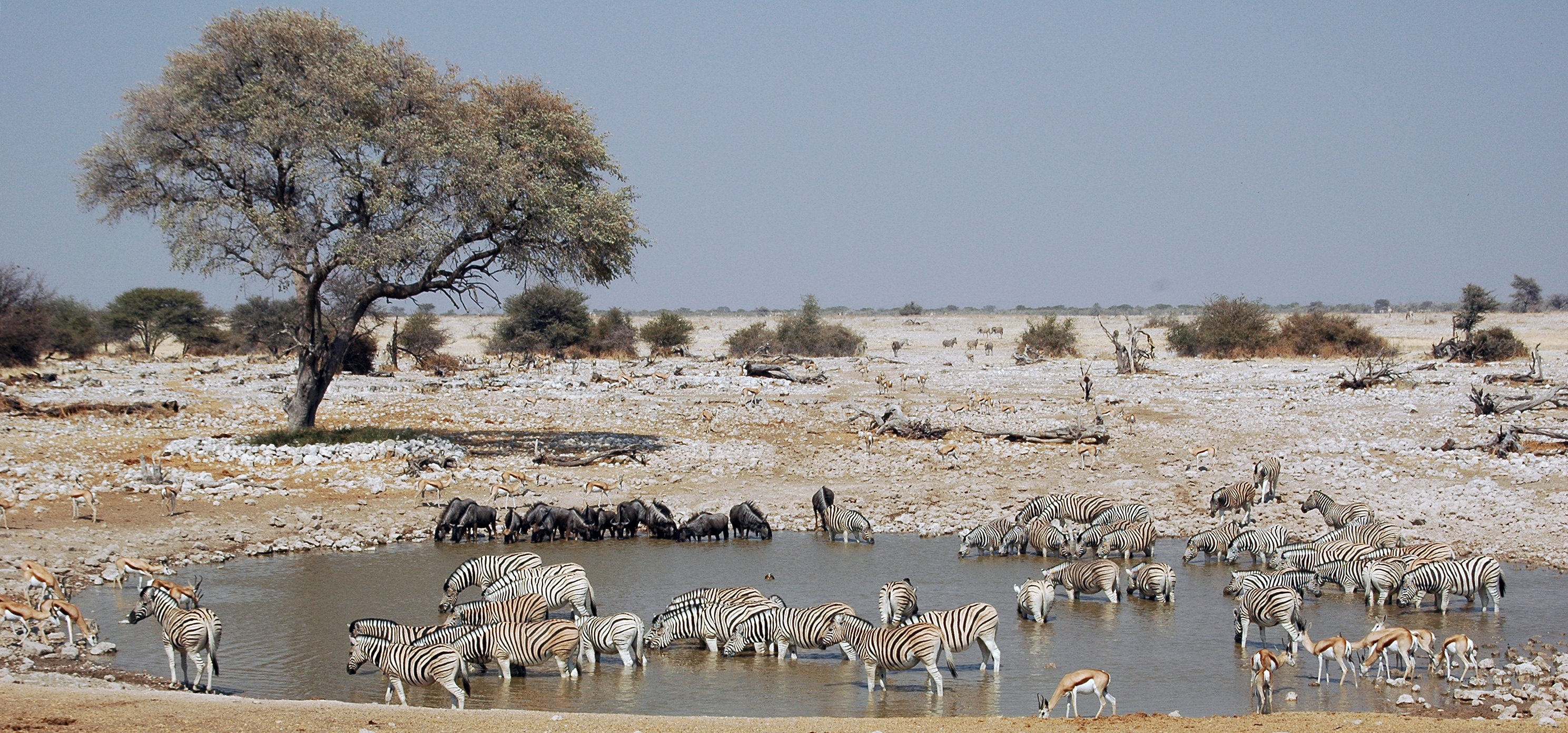

الموارد هي كل ما يشبع حاجات الإنسان من وسائل سواء كانت بطريقة مباشرة أو غير مباشرة .

## أنواع الموارد
- موارد حرة: وهي التي يستفيد منها جميع الناس مثل الهواء والشمس ومياه الأنهار والبحار.
- موارد نادرة: ويطلق عليها أيضاً الموارد الاقتصادية. قد لا تكون بالضرورة قليلة حيث أن المقصود هنا الندرة النسبية بمعنى وجود المورد بكمية أقل مما يشبع كل الحاجات.
- موارد بشرية.
- موارد طبيعية.